# Dynastie d'Abydos

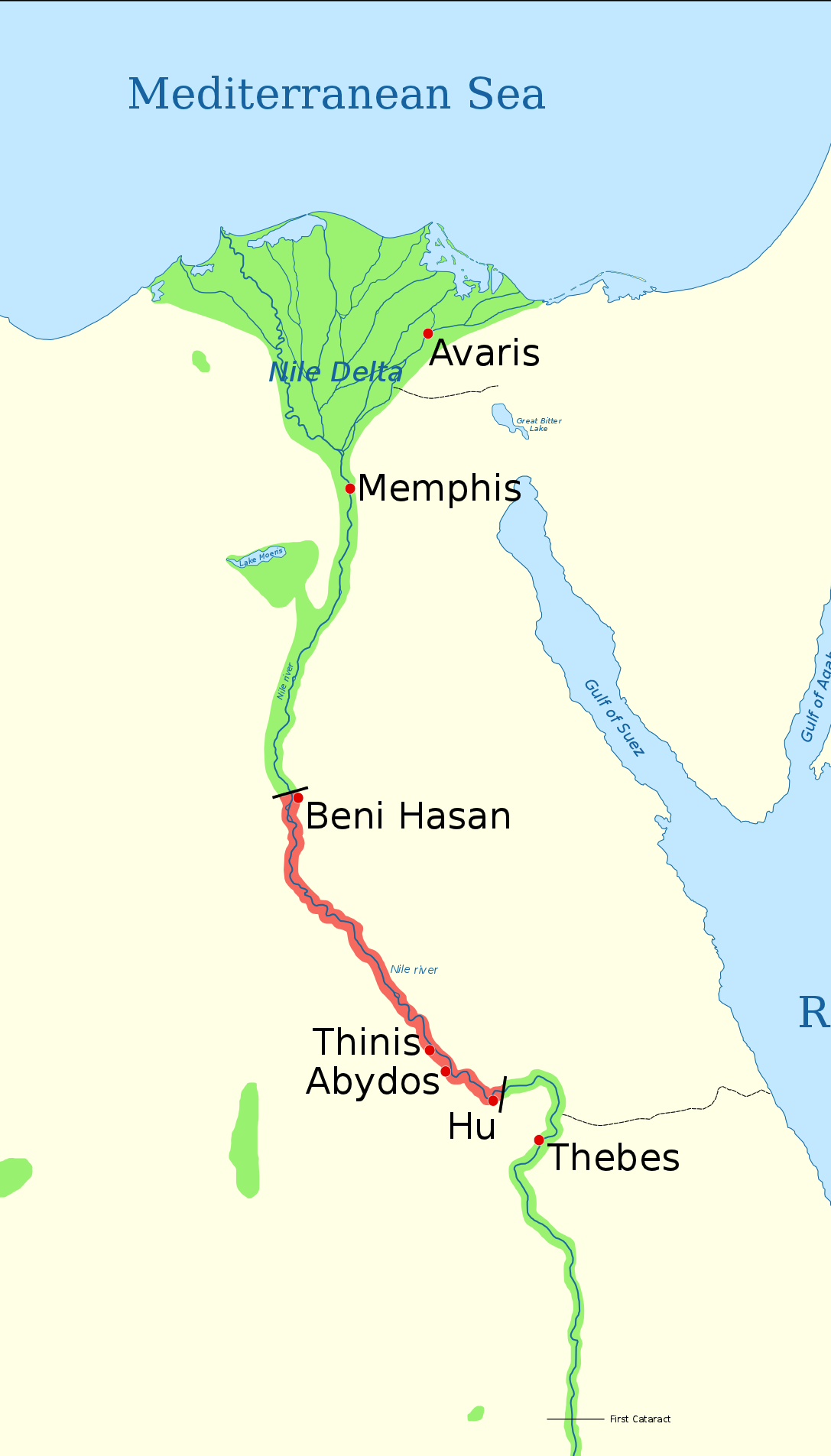
Carte du nile avec la localisation de la dynastie Abydos

La dynastie d'Abydos est une dynastie locale de l'Égypte antique qui aurait régné brièvement (vers 1650–1600 avant notre ère) sur une partie de la Haute-Égypte pendant la Deuxième Période intermédiaire et qui était contemporaine des XVe et XVIe dynasties.
L'existence d'une dynastie à Abydos a d'abord été proposée par Detlef Franke puis élaborée par l'égyptologue Kim Ryholt en 1997. L'existence de cette dynastie semble confirmée en janvier 2014, lorsque la tombe d'un pharaon jusqu'alors inconnu, Senebkay, est découverte à Abydos. La dynastie comprend — selon les connaissances actuelles — quatre souverains, Oupouaoutemsaf, Paentjeny, Senââib et Senebkay.
La nécropole royale de cette dynastie a été mise au jour dans la partie sud d'Abydos, sur un espace appelé « Montagne d'Anubis » (colline en forme de pyramide) dans les temps anciens, la classe dirigeante de la dynastie d'Abydos ayant installé leur lieu de sépulture sur une zone adjacente aux tombeaux des souverains du Moyen Empire.